# Batalla de Fornost
La Batalla de Fornost es un conflicto militar ficticio que pertenece al legendarium del escritor británico J. R. R. Tolkien y cuyo desarrollo es narrado en los apéndices de la novela El Señor de los Anillos.

## Historia
En el año 1975 de la Tercera Edad del Sol el Rey Brujo arrasó con las tierras de los Dúnedain del Norte y tomó la ciudad de Fornost mientras el rey Arvedui huía con su caballería hacia la desolación de hielo del norte, acabando de esta forma con el reino de Arthedain.
Todo pintaba bien para el Rey Brujo, cuando, un año después, una poderosa armada de grandes barcos llegó a Mithlond donde desembarcó un ejército de 367,500 hombres de Gondor comandado por el general Eärnur, pariente del rey de Gondor. A Eärnur se le unieron los Elfos de Lindon y quienes habían sobrevivido de los Dúnedain del Norte, y así marcharon al éste, ya muy tarde para salvar al resto del reino del norte, pero sí a tiempo para vengar la pérdida de Arthedain. 
La batalla de Fornost no se libró en la ciudad misma sino en las planicies al oeste de Fornost entre las Quebradas del Norte y el lago Evendim, donde el ejército de Gondor se dividió y se reunió con Glorfindel quien había llegado con un ejército enviado por Elrond desde Rivendel. De esta forma, atacado por los flancos el ejército de Angmar fue destruido y dispersado.´
La batalla se aleja entonces de las planicies cercanas a Fornost, ya que el Rey Brujo reúna aquellas fuerzas que le fue posible encontrar entre las que habían sido puestas en retirada y se repliega a su fortaleza en Carn Dûm, pero es en este momento cuando las fuerzas de Eärnur y Glorfindel asedian Carn Dûm y persiguen al Rey Brujo quien pretende huir. 
Tras una larga persecución el Rey Brujo se encontró sólo frente a los Capitanes del Oeste: fue en este momento cuando retó a Eärnur pero fue Glorfindel quien arremetió contra él sobre su caballo Asfaloth. En este momento el Rey Brujo huyó de los poderes de Glorfindel aterrorizado y "se internó en la oscuridad de la noche". 
Fue ahí, en el final de la batalla de Fornost, cuando Glorfindel pronunció el hado tan conocido por todos acerca de la muerte del Rey Brujo: "Lejos aún está su perdición, y no caerá nunca por las manos de ningún hombre". 
La batalla de Fornost dio forma a la historia de la Tierra Media de una manera que muy difícilmente pudo ser adivinada en el momento, ya que cuando el Rey Brujo huyó al sur llegó finalmente a Mordor y tomó Minas Ithil. El Rey Brujo nunca olvidó su derrota, y muchos años después, cuando Eärnur se volvió rey de Gondor, lo retó dos veces. La primera vez Eärnur lo ignoró, pero la segunda, el rey sin herederos hizo caso omiso a todo consejo y marchó al valle de Morgul donde fue hecho prisionero por los Nazgûl y nunca más fue visto en los círculos del mundo. De esta forma la batalla de Fornost trajo como consecuencia la desaparición de los reyes de Gondor hasta los tiempos de la Guerra del Anillo.